# Vijfde Coalitieoorlog

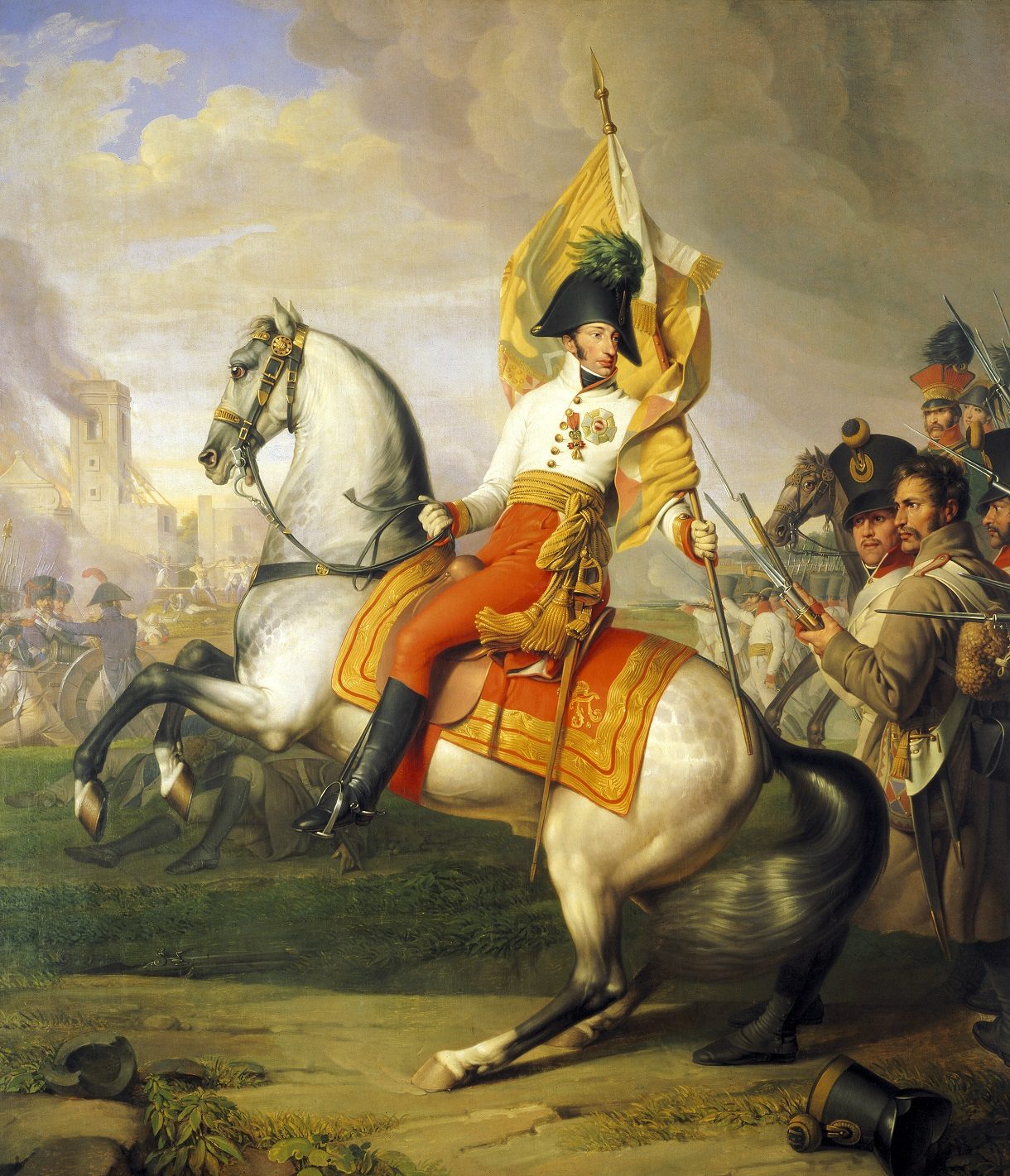
Aartshertog Karel van Oostenrijk-Teschen in de Slag bij Aspern-Essling, geschilderd door Johann Peter Krafft

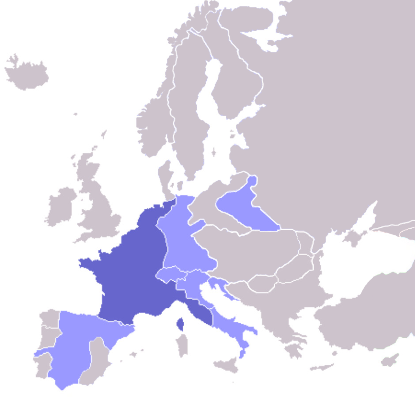
Napoleons rijk in 1811. De donkerblauwe gebieden vielen onder zijn directe bestuur, de lichtblauwe gebieden waren satellietstaten.

De Vijfde Coalitieoorlog (1809) was een militair conflict tussen Napoleons Franse keizerrijk en een coalitie van onder meer Oostenrijk en Groot-Brittannië. Oostenrijk leed een pijnlijke nederlaag en moest grote gebieden afstaan bij de Vrede van Schönbrunn.
Ook Nederland was een oorlogstoneel. De Britten landden op Walcheren in juli 1809 met een expeditieleger van 40.000 manschappen, in een poging om Antwerpen in te nemen. De expeditie liep echter uit op een fiasco.

## Achtergrond
Oostenrijk had in 1805 een nederlaag tegen Napoleon geleden in de Derde Coalitieoorlog en werd tot een vernederende vrede gedwongen waarbij het Venetië en Tirol verloor, en het Heilige Roomse Rijk werd opgeheven. De Oostenrijkers hadden zich buiten de Vierde Coalitieoorlog (1806-1807) tegen Frankrijk gehouden, maar in februari 1809 besloot Oostenrijk in het geheim om een nieuwe oorlog tegen Napoleon te beginnen, in de hoop verloren gebied terug te veroveren en de herinnering aan eerdere nederlagen uit te wissen.
Samen met de Britten, die al vanaf 1792 continu in oorlog met Frankrijk waren geweest (met uitzondering van een korte periode van vrede in 1802-1803), vormde Oostenrijk een nieuwe coalitie tegen Frankrijk, de Vijfde Coalitie genoemd. Ook de kleine Italiaanse staten Sicilië en Sardinië namen deel aan dit bondgenootschap.
Oostenrijk moest het zonder de Russen stellen, omdat tsaar Alexander I een alliantie met Napoleon had gesloten en verwikkeld was in de Finse Oorlog tegen Zweden. Pruisen, dat een zware nederlaag tegen Frankrijk had geleden in de Vierde Coalitieoorlog, hield zich ook neutraal. Op het Europees continent stond Oostenrijk dus grotendeels alleen tegen Frankrijk en diens bondgenoten.
Bij het uitbreken van de oorlog was de aandacht van Napoleon elders gericht, op het Iberisch Schiereiland. Portugal weigerde toe te treden tot het Continentaal stelsel (een handelsembargo gericht tegen Groot-Brittannië). De Fransen marcheerden in 1807 Spanje binnen met het excuus de Britse bondgenoot Portugal te bezetten, en op 1 december van dat jaar werd Lissabon ingenomen. Napoleon zette de Spaanse koning af en zette zijn broer Jozef Bonaparte op de Spaanse troon. Dit leidde tot een Spaanse opstand en guerrillaoorlog, de Spaanse Onafhankelijkheidsoorlog.

## Verloop

### Duitsland
Op 10 april staken Oostenrijkse troepen onder bevel van aartshertog Karel de Inn over en vielen Beieren, een Franse bondgenoot, binnen. De Oostenrijkers maakten korte metten met de Beierse troepen en bereikten de brug over de Isar bij Landshut op de 16e. Een dag later was een groot deel van het Oostenrijkse leger al over de Isar. De Oostenrijkers trokken vervolgens in de richting van de Donau.
De Oostenrijkse aanval kwam als een verrassing voor de Fransen, die daardoor niet snel konden reageren. Met de komst van Napoleon op de 17e begonnen de Fransen echter een tegenaanval. Op 19 april versloeg veldmaarschalk Davout de Oostenrijkers in de Slag bij Teugen-Hausen. Een dag later versloeg Napoleon de Oostenrijkers in de Slag bij Abensberg, en op 21-22 april versloeg Davout de Oostenrijkers in de Slag bij Eckmühl. De Oostenrijkers werden uit elkaar gedreven maar waren nog niet verslagen. Ze behaalden zelfs een kleine overwinning door op 20 april de brug over de Donau bij Regensburg in te nemen.
Terwijl de Oostenrijkers zich uit Beieren terugtrokken naar Bohemen en Oostenrijk, namen de Fransen in de Slag bij Regensburg (19-23 april) de Donaubrug bij Regensburg weer in. Hierbij werd Napoleon verwond door een kogel die zijn enkel trof. Dit was de enige keer dat Napoleon ooit verwond raakte tijdens zijn oorlogen.
Napoleon kon nu zijn aandacht zuidwaarts richten, op Oostenrijk zelf. Na een aantal treffen met de Oostenrijkers, waaronder de Slag bij Ebersberg op 3 mei, namen de Fransen op 13 mei de Oostenrijkse hoofdstad Wenen in. Het was de tweede keer dat de stad in Franse handen viel; de eerste keer was in 1805.
Omdat de bruggen over de Donau vernietigd waren, bouwden de Fransen provisorische bruggen bij Wenen en begonnen de Donau over te steken. Met twee derde van het Franse leger aan de noordkant van de rivier viel aartshertog Karel met het Oostenrijkse leger de Fransen aan. In de daaropvolgende veldslag, de Slag bij Aspern-Eßling (21-22 mei), werden de Fransen verslagen en trokken zich terug. De Franse maarschalk Lannes sneuvelde toen hij dodelijk door een kanonskogel werd getroffen. De veldslag was de eerste grote nederlaag van Napoleon.
Napoleon wachtte op versterkingen en waagde pas zes weken later, op 30 juni, een nieuwe poging om de Donau over te steken, ditmaal met succes. Napoleon stond nu met 188.000 man tegenover het Oostenrijkse leger van 150.000 man. Bij het dorp Deutsch-Wagram kwam het op 5 juli tot een beslissende veldslag, de Slag bij Wagram. De enorme veldslag bleef onbeslist tot de volgende dag, toen Napoleon met een massaal artilleriebombardement door een batterij van 112 kanonnen grote gaten in de Oostenrijkse linie sloeg. Aartshertog Karel besefte dat het een kwestie van tijd was voor het hele Oostenrijkse leger uit elkaar zou vallen, en beval een terugtrekking in de richting van Bohemen. De Fransen achtervolgden de Oostenrijkers en in midden-juli tekenden Napoleon en Karel een wapenstilstand.

### Italië
Ongeveer tegelijkertijd met de Oostenrijkse inval in Beieren vielen Oostenrijkse troepen onder bevel van aartshertog Johan Italië binnen.
Aartshertog Johan versloeg op 16 april een Frans-Italiaans leger onder bevel van de Italiaanse onderkoning Eugène de Beauharnais in de Slag bij Sacile. Eugène de Beauharnais wist echter het tij te keren door een kleine overwinning te behalen in de Slag bij Piave op 7-8 mei. Op 14 juni kwam het tot een nieuw treffen, de Slag bij Raab, waarbij de Oostenrijkers nogmaals het onderspit dolven. Door deze nederlaag kwam aartshertog Johan te laat om de Oostenrijkse nederlaag in de Slag bij Wagram te voorkomen. Eugène de Beauharnais kon echter wel op tijd zijn troepen naar Oostenrijk dirigeren en deelnemen aan Wagram.

### Polen
Na de Vierde Coalitieoorlog had Pruisen Polen verloren, dat in 1807 een Franse vazalstaat werd, het Hertogdom Warschau. Bij het uitbreken van de Vijfde Coalitieoorlog vielen 36.000 Oostenrijkse troepen onder bevel van aartshertog Ferdinand Karel Jozef Polen binnen. Poolse troepen onder bevel van Józef Poniatowski versloegen de Oostenrijkers echter in de Slag bij Raszyn op 19 april. De Oostenrijkers namen nog wel Warschau in, dat door de Polen onverdedigd was gelaten, maar bleven daar vastzitten terwijl de Poolse troepen Galicië en andere Poolse gebieden onder Oostenrijkse heerschappij binnenvielen.

### Nederland
De Britten kwamen pas in juli in actie, toen Oostenrijk de oorlog al verloren had. Een Brits expeditieleger van 40.000 soldaten landde op Walcheren op 30 juli in een poging om de belangrijke havenstad Antwerpen in te nemen. Zeeland was deel van het Koninkrijk Holland, een Franse vazalstaat. De Britten kwamen echter niet ver, hoewel ze wel Vlissingen innamen. Zo'n 4.000 soldaten bezweken aan malaria voordat de troepenmacht uiteindelijk in december werd teruggetrokken.

## Gevolgen
Bij de Vrede van Schönbrunn, die op 14 oktober in het Schönbrunn-paleis in Wenen werd getekend, moest Oostenrijk opnieuw grote gebieden afstaan. Frankrijk kreeg Karinthië, Krain, Triëst en Dalmatië, die samen de Illyrische Provincies van Frankrijk werden. Het Hertogdom Warschau kreeg de Poolse bezittingen van Oostenrijk, waaronder Galicië en Krakau. Oostenrijk moest ook herstellingen aan Frankrijk betalen en het Oostenrijkse leger moest worden teruggebracht tot een sterkte van 150.000 man.
Na de oorlog bereikte Napoleons Franse keizerrijk zijn grootste omvang. Bijna heel Europa was nu Frans, als vazalstaat, bondgenoot, vriend of verslagen vijand. In 1810 trouwde Napoleon met de Oostenrijkse aartshertogin Marie Louise, waarmee hij een langdurende vrede tussen Frankrijk en Oostenrijk hoopte te bereiken. Zijn desastreuze veldtocht tegen Rusland zou echter heel Europa tegen hem keren en tot zijn nederlaag in 1814 leiden.
Eerste · Tweede · Derde · Vierde · Vijfde · Zesde · Zevende (Honderd Dagen)
- Gemeinsame Normdatei: 4130235-7
- Nationale Bibliotheek van Tsjechië: ph482829